# ويليام روز
ويليام روز (بالإنجليزية: William Rose)‏ (و. 1914 – 1987 م) هو كاتب سيناريو، من الولايات المتحدة الأمريكية، ولد في جفرسون سيتي، ميزوري، توفي في جيرزي، عن عمر يناهز 73 عاماً.

## جوائز وترشيحات
حصل على جوائز منها:
- جائزة الأوسكار لأفضل كتابة "سيناريو أصلي"، عن عمل: خمن من سيأتي للعشاء.

ترشح لـ:
- جائزة الأوسكار لأفضل كتابة "سيناريو أصلي"، عن عمل: Genevieve (film) [الإنجليزية]‏
- جائزة الأوسكار لأفضل كتابة "سيناريو أصلي"، عن عمل: خمن من سيأتي للعشاء
- جائزة الأوسكار لأفضل كتابة "سيناريو أصلي"، عن عمل: قاتلي السيدة
- جائزة الأوسكار لأفضل كتابة "سيناريو مقتبس"، عن عمل: الروس قادمون.

## وصلات خارجية
- ويليام روز على موقع IMDb (الإنجليزية)
- ويليام روز على موقع ألو سيني (الفرنسية)
- ويليام روز على موقع أول موفي (الإنجليزية)
- ويليام روز على موقع قاعدة بيانات الأفلام السويدية (السويدية)
- ويليام روز على موقع قاعدة بيانات الفيلم (الإنجليزية)
- ويليام روز على موقع كينوبويسك (الروسية)